# Pierre-Auguste Adet
Pierre-Auguste Adet (17. května 1763, Nevers – 19. března 1834, Paříž) byl francouzský vědec, politik a diplomat. Spolupracoval s Lavoisierem na novém chemickém názvosloví a byl tajemníkem vědeckého periodika Annales de chimie, založeného roku 1789. Později se stal francouzským velvyslancem v USA a prefektem departementu Nièvre.

## Dílo
- Méthode de Nomenclature chimique proposée, 1787
- Leçons élémentaires de chimie, 1804